# Uvarus lacustris
Uvarus lacustris är en skalbaggsart som först beskrevs av Thomas Say 1823.  Uvarus lacustris ingår i släktet Uvarus och familjen dykare. Inga underarter finns listade i Catalogue of Life.